# Sèvres-Lecourbe
Sèvres - Lecourbe è una stazione della linea 6 della metropolitana di Parigi.

## La stazione

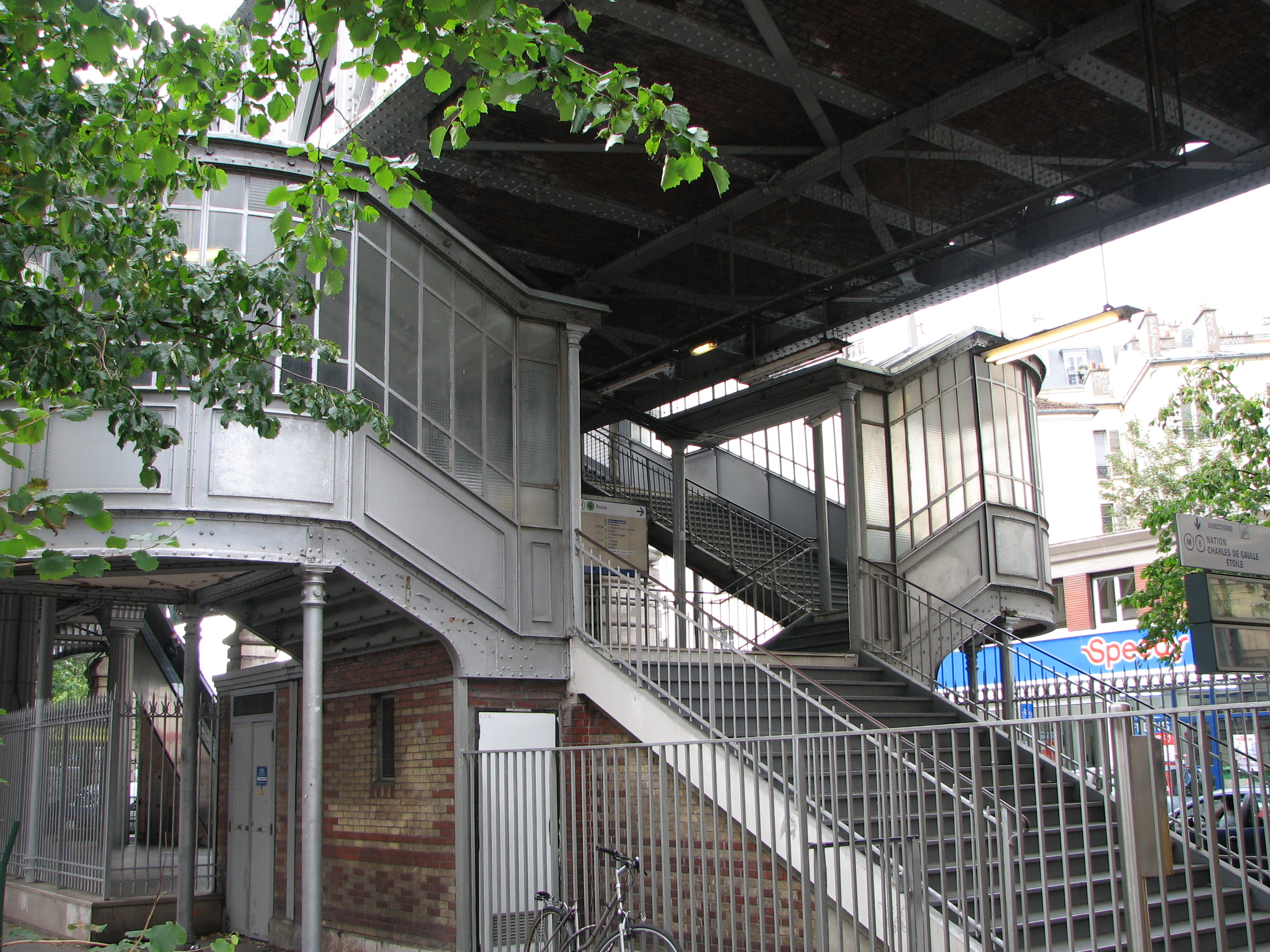
Scale di accesso ai marciapiedi

### Situazione
La stazione è realizzata su di un viadotto sul boulevard Garibaldi, ad ovest della place Henri Queuille (incrocio fra rue de Sèvres, rue Lecourbe, avenue de Breteuil e boulevard Pasteur).

### Origine del nome
La stazione è ubicata nei pressi dell'antica barrière de Sèvres che, prima del 1784, portava, a mezzo della rue de Sèvres, ad un quartiere di Parigi in cui erano situati diversi ospedali, tanto che il quartiere era soprannominato Maladrerie.
Il generale Claude Jacques Lecourbe (Ruffey, Jura, 1758 Belfort, 1815) combatté, sotto la Révolution à Fleurus (1794), a Zurigo (1799). Destituito nel 1801, egli viene nominato conte dai Borbone (1814), ma si mette poi al servizio di Napoleone al suo ritorno dall'isola d'Elba. La rue Lecourbe segue il tracciato di una strada romana che portatva da Lutèce (Parigi) a Savara (Sèvres).

### Storia
La stazione venne aperta il 24 aprile 1906 ma fino al 15 ottobre 1907, ebbe il nome di Suffren, mutuato dall'avenue de Suffren. Pierre André de Suffren (1726-1788) fu un militare che diede lustro alla Francia combattendo in India e nelle Americhe contro gli inglesi.

### Accessi
- ingresso sul terrapieno al 94, boulevard Garibaldi

## Interconnessioni
- Bus RATP - 39, 70, 89
- Noctilien - N12, N13, N61, N62, N121